# さんご (バンド)
さんごとは、沖縄県出身のボーカリスト、金城綾乃、玉城千春（以上Kiroro）と仲宗根泉（HY）によって2015年結成された音楽ユニットである。
このユニットは、2015年の日本放送協会（NHK）ラジオ放送開始90周年と、太平洋戦争終戦70周年の節目をきっかけに、沖縄戦や太平洋戦争を後世まで語り継いでいこうとするキャンペーンを実施することになり、そのキャンペーンテーマソングを歌唱するにあたって結成されたものである。
ユニット名の「さんご」は沖縄県の美しい海に生息する珊瑚と、メンバー3人がいずれも家事・育児に取り組んでおり、「産後」であることにちなんでつけられたもので、デビュー曲である「いのちのリレー」は、戦争と平和を訴え、命の大切さを訴えたもので、亀田誠治がプロデューサーを務めた。

## 主な出演
- 2015年3月18日「NHK90時間ラジオ〜もっと届け、大切なこと〜」沖縄発戦後70年〜さんごと考える平和〜（戦争平和座談会とミニライブ　NHK沖縄放送会館ロビーで公開生放送　ラジオ第1）
- 同4月11日「ザ・プレミアム・春ソング2015〜あなたに贈る名曲セレクション〜」（BSプレミアム）
- 同5月30日「おきなわPEACE LIVE」（沖縄市民会館　6月23日に沖縄県向けの総合テレビ、8月1日に総合テレビ全国放送、8月8日・8月9日にラジオ第1で放送）
- 同6月3日「NHKニュースおはよう日本・check!エンターテインメント」（総合テレビ　インタビューコメント）
- 同6月12日「あさイチ・プレミアムトーク」（総合テレビ　生ゲスト）
- 同6月23日「ラジオジャパン・フォーカス」（国際短波放送　世界17言語で放送）
- 同8月15日深夜（8月16日未明）「ラジオ深夜便・終戦70年関連列島インタビュー・沖縄から平和を願う」（ラジオ第1・FM同時）
- 未定「MUSIC JAPAN」（総合テレビ）